# Impianto dentale
L'impianto dentale (noto anche come impianto endosseo, sebbene questa definizione sia impropria poiché esistono anche impianti che non sono endossei ma juxtaossei o sottoperiostei) è un dispositivo medico di tipo chirurgico utilizzato per riabilitare funzionalmente ed esteticamente la perdita o la mancanza congenita di uno o più denti, permettendo il sostegno di un sostituto protesico tramite il supporto diretto dell'osso grazie a un processo biologico noto come osteointegrazione; può essere inserito sia nella mandibola che nella mascella.
Secondo i principi originali della scuola svedese l'impianto viene inserito immediatamente, in modo che l'osteointegrazione avvenga più facilmente, mentre solo dopo viene aggiunta la protesi dentale visibile; è quindi necessaria una quantità variabile di tempo per arrivare a una corretta osteointegrazione. Questo vale solo per l'implantologia a carico differito ed era vero, per tale implantologia, sino a quando i rigidi protocolli Branemarkiani non sono stati modificati. L'implantologia di scuola italiana, precedente alla svedese, a carico immediato obbligato, prevede che l'impianto appena inserito, presentando già il moncone in blocco col corpo implantare endosseo, venga munito immediatamente di protesi.
Il tipo più comunemente utilizzato è formato da una o più sezioni, di forma usualmente variabile tra cilindrica e tronco conica, ed è fornito spesso nella sua parte endossea di spire o altri elementi di ritenzione accessori. Può essere utilizzato per il supporto di corone protesiche singole e ponti, fino ad arcate complete. Il materiale più frequentemente utilizzato è il titanio nella sua forma commercialmente pura, in quanto permette una migliore osteointegrazione, andando a formare un intimo legame con l'osso. Modelli semplificati e di dimensioni ridotte (chiamati perciò mini impianti o miniviti) vengono inoltre utilizzati per fornire stabilità a protesi mobili e in ortodonzia per fornire punti di appoggio temporanei di ancoraggio necessari ai movimenti dentali.
Il successo o il fallimento degli impianti dipende sia dallo stato di salute della persona che lo riceve, dagli eventuali farmaci assunti e che hanno un possibile impatto con l'osteointegrazione e la condizione dei tessuti della bocca. Lo stress meccanico a cui l'impianto andrebbe incontro durante la sua vita deve essere attentamente valutato. La corretta pianificazione della posizione e del numero degli impianti è fondamentale per la salvaguardia a lungo termine della protesi, in quanto le forze biomeccaniche che agiscono durante la masticazione possono essere significative. La posizione degli impianti è determinata dalla posizione e dall'angolo dei denti adiacenti, da simulazioni di laboratorio o mediante l'utilizzo della tomografia computerizzata (spesso tramite apparecchiature CBCT) con simulazioni CAD/CAM e guide chirurgiche.
I prerequisiti per il successo a lungo termine degli impianti dentali osteointegrati sono l'avere osso e gengiva sani. Dal momento che entrambi possono atrofizzarsi dopo una procedura di estrazione dentaria, a volte si rende necessario ricorrere a innesti gengivali o rialzi di seno mascellare al fine di ricreare condizioni ideali di osso e gengiva. La protesi finale può essere fissa o rimovibile; in ogni caso un moncone è collegato all'elemento di impianto. Quando la protesi è fissa viene fissata al pilastro o con una vite prigioniera o con cemento dentale, mentre quando è invece rimovibile un corrispondente adattatore viene inserito nella protesi in modo che i due pezzi possono essere fissati insieme.
I rischi e le complicanze legate alla terapia implantare si dividono tra quelle che si verificano durante l'intervento chirurgico (come un eccessivo sanguinamento o la lesione del nervo), quelle che si verificano nei primi sei mesi (come l'infezione e la mancata osteointegrazione) e quelle che si verificano a lungo termine (come la perimplantite e rotture meccaniche). In presenza di tessuti sani, un impianto ben integrato con opportuni carichi biomeccanici può avere un tasso di successo a lungo termine tra il 93% e il 98% per il fissaggio e una durata da dieci a quindici anni per i denti protesici.

## Applicazioni mediche
L'uso primario degli impianti è quello di supportare le protesi dentali. Gli impianti dentali moderni sfruttano l'osteointegrazione, il processo biologico in cui l'osso si fonde strettamente intorno alle superfici di specifici materiali, come il titanio e alcune ceramiche. L'integrazione tra impianto e osso può supportare carichi fisici per decenni senza che vi siano rotture.
Per la sostituzione di un singolo dente, un moncone viene prima fissato all'impianto tramite una vite prigioniera. Una corona (la protesi dentaria) viene quindi collegata al moncone con cemento dentale o viene fusa una piccola vite con il moncone in un unico pezzo. Gli impianti dentali, allo stesso modo, possono anche essere utilizzati per mantenere protesi dentarie multiple sia sotto forma di un ponte fisso o protesi rimovibili.
Un impianto che supporta un ponte (o una protesi fissa) è costituito un gruppo di denti artificiali fissati ad impianti dentali, così che la protesi non possa essere rimossa dal paziente. I ponti, tipicamente, si connettono a più di un impianto e possono anche ancorarsi ai denti naturali come punti di appoggio. Tipicamente il numero di denti superano i punti di ancoraggio, costituito da quelli che sono inseriti direttamente negli impianti, denominati abutment, e da quelli tra gli abutment chiamati elementi intermedi. Gli impianti supportano gli ancoraggi dei ponti nello stesso modo che un impianto supporta un singolo dente. Un ponte fisso può sostituire da un minimo di due denti (noto anche come un ponte fisso) fino ad estendersi a sostituire un intero arco dentario (noto anche come una protesi totale fissa). In entrambi i casi, la protesi è detta fissa perché non può essere rimossa dal portatore.
Una protesi implantare a supporto rimovibile è un tipo di protesi dentale che non è fissata in modo permanente. La protesi dentale può essere, quindi, sganciata dagli abutments mediante la pressione delle dita da chi lo indossa. A tal fine, il moncone è sagomato come un piccolo connettore (un pulsante, una sfera o una barra magnetica) che può essere collegata ad omologhi adattatori posti nella parte inferiore della protesi dentale. Le protesi facciali, utilizzate per correggere alcune malformazioni facciali (ad esempio in seguito ad un trattamento per una neoplasia o ad un trauma) possono utilizzare ancoraggi ad impianti posizionati nelle ossa facciali. A seconda della situazione, l'impianto può essere usato per mantenere sia una protesi fissa o rimovibile che sostituisca parte del viso.
In ortodonzia, impianti dentali di piccolo diametro, denominati dispositivi di ancoraggio temporanei (in lingua inglese Temporary Anchorage Devices o ADT) possono aiutare nella movimentazione dei denti grazie alla creazione di punti di ancoraggio da cui si possono generare forze. Per spostare i denti, deve essere applicata a loro una forza nella direzione del movimento desiderato. La forza stimola le cellule del legamento parodontale al rimodellamento osseo, eliminando l'osso nella direzione di marcia del dente e aggiungendolo allo spazio creato. Per generare una forza su un dente, è necessario un punto di ancoraggio (che non si muova). Poiché gli impianti non hanno un legamento periodontale e non sono soggetti a rimodellamento osseo, essi non subiranno spostamenti quando viene applicata una tensione rendendoli, pertanto, ideali punti di ancoraggio in ortodonzia. In genere, gli impianti per il movimento ortodontico sono piccoli e progettati affinché non vi sia una piena osteointegrazione, che così consenta una facile rimozione in seguito al trattamento

## Tipologia e struttura
Prima della scoperta dei fondamenti dell'osteointegrazione da parte della scuola svedese, i tentativi di riabilitare protesicamente la dentatura tramite il supporto delle basi ossee si affidavano alla forma tridimensionale della sezione endossea per cercare di ottenere un'adeguata stabilità alle sollecitazioni funzionali. Vennero quindi creati gli impianti subperiostei, a lama, ad ancora, ad aghi, a disco, e numerose altre tipologie, alla continua ricerca del sistema di ancoraggio meccanico più efficace. Al giorno d'oggi la forma universalmente adottata è quella cilindrica o cilindro-conica, ad imitazione della radice dei denti naturali, e la resistenza alle sollecitazioni funzionali viene fornita dal corretto processo di osteointegrazione, ottenuto grazie alla combinazione tra stabilità primaria, procedure chirurgiche rigorose, adeguata progettazione e realizzazione protesica, e corretta gestione dei tessuti post-intervento. Le forme alternative sono state pressoché abbandonate, anche se in presenza di marcato deficit di osso può ancora trovare indicazione il tipo subperiosteo, formato da un'intelaiatura che appoggia sull'osso opportunamente preparato, metodica comunque complessa e non esente da problematiche serie.

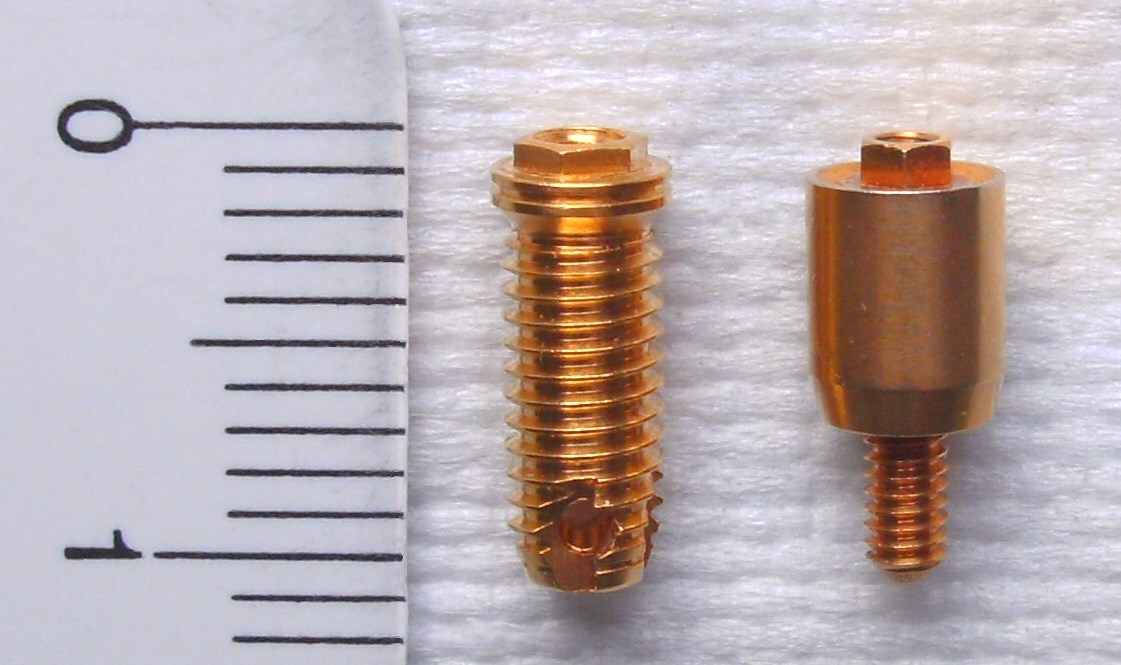
Elementi tipici di un impianto dentale: vite endossea (impianto propriamente detto o fixture, a sinistra) e moncone transmucoso (abutment, a destra) con vite di fissazione. Analoghi da esercitazione.

L'impianto più comunemente utilizzato è quindi composto da una parte endossea, chiamata "fixture", solitamente cilindrica o tronco-conica (o una combinazione di queste forme), filettata e dotata di altre ritenzioni accessorie, come fori e scanalature, per aumentare la superficie di contatto con il tessuto osseo. Per fornire ulteriore ritenzione, le superfici vengono trattate per ottenere una rugosità a scala micrometrica e - più recentemente - nanometrica, che si è rivelata essere in grado di favorire attivamente il processo di connessione con il tessuto osseo (osteoconduzione). Questa microritenzione viene creata attraverso diverse tipologie di trattamenti, a seconda del produttore (anodizzazione, mordenzatura con acidi, sabbiatura, uso di laser, plasma spray). Un altro procedimento usato per aumentare la ritenzione e facilitare la connessione con il tessuto osseo è la deposizione di uno strato di idrossiapatite microcristallina. Ulteriori tipi di trattamenti in grado di aumentare il potenziale osteogenico tramite modifiche a livello ultramicroscopico ed incorporazione di molecole dotate di proprietà osteoinduttive sono stati proposti e sono allo studio.
La parte che attraversa il tessuto gengivale, detta componente transmucosa o "abutment" può essere parte integrante della fixture, formando quindi una struttura unitaria e non separabile. Più frequentemente però si tratta di un elemento separato, connettendosi alla parte endossea (fixture) attraverso un sistema di aggancio fisso o regolabile, permettendo così una gestione modulare delle diverse necessità specifiche del caso singolo, potendo anche correggere eventuali inclinazioni della fixture rispetto alla tipologia di protesi dentale scelta. Una tendenza recente che si è rivelata utile per diminuire la perdita di osso successiva alla fase chirurgica è l'uso di abutment di diametro minore rispetto alla sezione endossea (platform switching). La fissazione degli elementi protesici con i pilastri implantari può prevedere l'utilizzo di mezzi di ritenzione meccanici, l'uso di cementi appositi, o la connessione a frizione (conometrica).
Impianti di dimensioni ridotte e di forma semplificata, chiamati mini-impianti o miniviti, sono usati per fornire stabilità alle protesi mobili totali tramite sistemi di aggancio a ritenzione elastica (overdenture). Modelli simili vengono usati anche in ortodonzia, per ottenere un ancoraggio temporaneo necessario per effettuare movimenti dentali complessi. Dato il carattere temporaneo di queste operazioni, spesso non viene cercata l'osteointegrazione, per cui questi impianti vengono inseriti e caricati immediatamente, e disinseriti a fine trattamento.

### Materiali
Il materiale d'elezione usato per gli impianti dentali è il titanio nella sua forma commercialmente pura (CP4), in quanto materiale dotato di caratteristiche ottimali di resistenza meccanica ed elevata biocompatibilità, o più propriamente bioinerzia. Una struttura in titanio indurita a freddo CP4 (limiti massimi di impurità di 0,05% di N, 0,10% di C, 0,15% di H, 0,50% di Fe e 0,40% di O) è disponibile in quattro gradi di purezza a seconda della quantità di carbonio (C), azoto (N), ossigeno (O), idrogeno (H) e ferro (Fe) contenuto. Esposto all'ambiente, la superficie di titanio sviluppa in tempi brevissimi un sottile ma estremamente stabile strato di ossido (formato principalmente da TiO2) che protegge il rimanente materiale da ogni contaminazione, ed allo stesso tempo offre un valido supporto per i tessuti. Per le componenti transmucose (abutments) o protesiche vengono utilizzate diverse tipologie di leghe o materiali, tra cui i più comuni sono sempre il titanio nella forma di lega 6Al-4V (che indica una lega di titanio contenente il 6% di alluminio e il 4% di vanadio e che è leggermente più dura del CP), e la zirconia.
Molti dei moderni impianti dentali hanno anche una superficie strutturata (attraverso incisione, ossidazione anodica o vari metodi di sabbiatura) per aumentare la sua superficie e la sua potenziale capacità di osteointegrazione.
Sono stati proposti impianti che utilizzano la zirconia anche per la parte endossea, in quanto materiale altamente biocompatibile, dotato di elevate caratteristiche meccaniche, e per questo già usato per la costruzione di protesi ortopediche. Altri fattori favorevoli sembrano essere il minore accumulo di placca e l'estetica migliore. Dai primi studi disponibili sembra comunque che le prestazioni di questo materiale dal punto di vista della resistenza alla disinserzione siano minori di quelli ottenibili col titanio, anche se un adeguato trattamento superficiale potrebbe essere in grado di compensare questo problema.

## Tecniche operatorie
Esistono diversi protocolli chirurgici sviluppati per la riabilitazione implantare, la cui scelta dipende da vari fattori: tipo di edentulia da affrontare, quantità e qualità di tessuto osseo disponibile, necessità estetiche e disponibilità economica. Per questo le varie case produttrici propongono spesso una gamma molto ampia di forme e dimensioni delle componenti, permettendo una modularità e quindi un adattamento alle scelte protesiche finali ed alle diverse esigenze estetiche.
Nei casi di perdita traumatica del dente, o in seguito alla sua estrazione programmata, l'inserimento dell'impianto può essere eseguito direttamente nell'alveolo residuo, previa una minima preparazione della sede. In questo caso si parla di impianto immediato, tecnica comunque sconsigliata in ogni caso in cui siano riscontrabili segni di infiammazione o infezione in atto dei tessuti coinvolti.
L'intervento tradizionale, eseguite le necessarie valutazioni preliminari su quantità e qualità dell'osso di sostegno, viene eseguito in anestesia locale, e prevede l'elevazione di un lembo mucoperiosteo per esporre il tessuto osseo, in cui vengono quindi praticati dei fori di profondità e larghezza adeguati, dove vengono successivamente inseriti gli impianti o fixture. Il numero e le dimensioni degli impianti vengono determinati dalla quantità di osso disponibile e dalla tipologia protesica prevista per la riabilitazione finale. Al termine dell'intervento la sede può venire coperta interamente dal lembo suturato, per ottenere una guarigione "protetta" dalla colonizzazione batterica ed epiteliale, richiedendo quindi un successivo intervento di esposizione ad osteointegrazione ottenuta, o può terminare con l'esposizione della componente transmucosa dell'impianto (che può essere già strutturato per questa evenienza o tramite l'apposizione di un abutment di guarigione), o addirittura si può procedere al completamento in prima fase con la collocazione di un elemento protesico provvisorio o definitivo. In quest'ultimo caso si parla di "carico immediato", in quanto tutta la struttura viene immediatamente sottoposta al carico funzionale massimo previsto, evenienza che va valutata con attenzione, in quanto può portare a fallimenti precoci, in caso di insufficiente stabilità primaria o sollecitazioni improprie.
Un tipo particolare di intervento sviluppato per la riabilitazione di ampie zone o intere arcate edentule è quello dell'implantologia computer assistita, che prevede la simulazione preliminare su una ricostruzione tridimensionale dei tessuti creata al computer, sulla base delle radiografie tac o cone-beam e di modelli sviluppati da impronte. Viene quindi ricavata una dima chirurgica personalizzata che fissata in bocca al paziente guida l'intervento di posizionamento degli impianti, semplificando di molto la procedura, che non richiede esposizione del tessuto osseo (flapless). In molti casi, una struttura protesica provvisoria o definitiva preparata precedentemente viene fissata contestualmente all'intervento di inserimento degli impianti.
In presenza di scarsità d'osso, o di osso di bassa qualità, si rendono necessarie tecniche chirurgiche più sofisticate, come l'osteodistrazione, il grande rialzo del seno mascellare, o l'innesto di segmenti ossei prelevati da altre sedi intra od extraorali. In questi casi può essere indicato eseguire l'intervento in anestesia generale.

## Guarigione

La fase protesica inizia una volta che l'impianto risulta ben integrato (o vi è una ragionevole certezza che si integrerà a breve) ed un abutment viene posizionato in sede attraverso la mucosa. Anche in caso di carico precoce (meno di 3 mesi dall'intervento) molti dentisti preferiscono non mettere i denti provvisori fino a quando non sia confermata l'avvenuta osteointegrazione. La fase protesica di ripristino di un impianto richiede una quantità uguale di competenze tecniche rispetto alla fase chirurgica per via della complesse valutazioni biomeccaniche necessarie, soprattutto quando si devono ricreare più denti. Il dentista lavorerà, dunque, per ripristinare la corretta dimensione verticale dell'occlusione, l'estetica del sorriso e l'integrità strutturale dei denti, al fine di distribuire uniformemente le forze sugli impianti.
Procedure protesiche per singoli denti, ponti e protesi fisse
Un abutment viene scelto a seconda dell'applicazione. In molto casi di corone singole e protesi parziali fisse (ponti), vengono utilizzati abutment personalizzati sulla base dell'anatomia del paziente. Un'impronta della parte superiore dell'impianto viene realizzata grazie ai denti adiacenti e alla gengiva. In seguito, un laboratorio odontotecnico realizzerà contemporaneamente l'abutment e la corona. L'abutment viene posizionato sull'impianto e una vite viene fatta passare fissarlo grazie a una filettatura interna all'impianto stesso. Vi sono, tuttavia, alcune varianti di questa procedura, ad esempio quando l'abutment e il corpo dell'impianto sono realizzati in un unico pezzo o quando viene utilizzato un abutment prefabbricato. Quelli personalizzati possono essere fatti a mano, come un pezzo di metallo fuso o in ossido di zirconio, che garantiscono probabilità di successo simili.
La piattaforma tra l'impianto e l'abutment può essere piatta o a forma conica. Nell'accoppiamento conico, il collare dell'abutment si trova all'interno dell'impianto e ciò permette una giunzione più forte tra i due elementi e una migliore tenuta contro i batteri che potrebbero prolificare nel corpo dell'impianto. Per migliorare la tenuta sulla gengiva, attorno all'abutment viene utilizzato un platform switching che accoppia il diametro della protesi a quello della piattaforma dell'impianto. La combinazione di attacchi conici e platform switching offre condizioni parodontali marginalmente migliori a lungo termine rispetto agli abutment dalla sommità piatta.
Indipendentemente dal materiale o dalla tecnica utilizzate, viene presa un'impronta del moncone e quindi viene fissata una corona sull'abutment grazie all'uso del cemento dentale. Un'ulteriore variazione del modello moncone/corona è quando la corona e l'abutment sono un unico pezzo e dunque la vite fissa la corona grazie alla filettatura presente all'interno dell'impianto. Non sembra, tuttavia, esserci alcun beneficio, in termini di successo, tra l'uso del cemento rispetto alle protesi avvitate, anche se si ritiene che quest'ultime siano più facili da mantenere (e da sostituire quando la protesi va incontro a una rottura), mentre le precedenti offrono elevate prestazioni estetiche.

### Procedure protesiche per protesi rimovibili
Quando una protesi rimovibile risulta usurata, possono essere creati dei fermi personalizzati per tenere la protesi in luogo o con abutment "off-the-shelf". Quando si utilizzano fermi personalizzati, quattro o più apparecchi vengono collocati e e viene realizzata un'impronta affinché un laboratorio odontotecnico possa creare una barra di metallo personalizzata che possa tenere la protesi in posizione. Una significativa ritenzione può essere creata con apparecchi multipli e l'uso di apparecchi di semi-precisione (come un perno di piccolo diametro che spinge attraverso la protesi e nella barra) che consentono di ridurre il movimento della protesi o fermarla del tutto ma rimanendo comunque rimovibile. Tuttavia, gli stessi quattro impianti inclinati in modo tale da distribuire forze occlusali possono essere in grado di tenere in modo sicuro una protesi fissa in posizione con minori costi e un inferiore numero di sedute, dando all'utilizzatore una soluzione comparabile.
In alternativa, abutment di scorta vengono utilizzati per mantenere la protesi utilizzando un adattatore "maschio" collegato all'impianto e un adattatore "femmina" nella protesi. Due tipi comuni di adattatori sono quello a sfera e cavità e quello a bottone. Questi tipi di abutment di scorta consentono un certo movimento della protesi, ma nel contempo una sufficiente ritenzione che permetta di migliorare la qualità della vita dei portatori di protesi amovibili, rispetto ai portatori di protesi convenzionali. Indipendentemente dal tipo di adattatore, la parte femmina dell'adattatore, su cui è alloggiata la protesi, richiede una sostituzione periodica. Il tipo e il numero degli adattatori non sembrano influire sulla soddisfazione dei pazienti con la protesi rimovibile.

### Manutenzione
Dopo il posizionamento, le protesi devono essere pulite (in modo simile ai denti naturali) con uno strumento di teflon per rimuovere la placca. A causa del più precario afflusso di sangue alla gengiva, l'utilizzo del filo interdentale dovrebbe essere fatto con cura. Gli impianti perderanno l'osso ad un tasso simile ai denti naturali in bocca (ad esempio, se qualcuno soffre di malattia parodontale, un impianto può essere influenzato da un disturbo simile), ma altrimenti sarà duraturo. Si può prevedere che la corona di porcellana si possa scolorire, fratturare o richiedere riparazioni circa ogni dieci anni, anche se vi è una significativa variazione nella durata delle corone dentali in base alla posizione in bocca, alle forze applicate dai denti opposti e il materiale utilizzato. Qualora gli impianti siano utilizzati per mantenere una protesi totale, a seconda del tipo di fissaggio, gli ancoraggi devono essere cambiati o aggiornati ogni uno o due anni. Un idropulsore dentale può anche rivelarsi utile per la pulizia intorno agli impianti.

## Prognosi
La prognosi a lungo termine degli impianti dentali può essere considerata affidabile e predicibile, potendo oramai basarsi su più di quarant'anni di esperienza clinica mondiale. I dati riportati in letteratura riportano tassi di fallimento variabili, a seconda delle tecniche operatorie e delle tipologie utilizzate, con scarsa uniformità nella selezione dei parametri presi in esame e nella durata dell'osservazione, per cui spesso risulta difficile valutare i differenti studi, problema reso più serio dalla presenza sensibile di influenze legate alle politiche di sponsorizzazione dei produttori. Tutti gli studi riportano differenze piuttosto significative di successo tra i due mascellari, con una percentuale sensibilmente maggiore nella mandibola rispetto al mascellare superiore. Anche il tipo di trattamento superficiale sembra comportare differenze significative sul dato di sopravvivenza dell'impianto.
I fallimenti vengono divisi a seconda delle cause, in biologici, biomeccanici ed estetici.
I fallimenti biologici sono divisi in precoci e tardivi, a seconda del periodo in cui si manifestano. Il fallimento precoce è tipicamente legato ad un carente processo di osteointegrazione iniziale successivo alla procedura chirurgica, più raramente ad errori operativi nella procedura stessa, mentre i fallimenti tardivi sono dovuti a processi infettivi progressivi che colpiscono i tessuti perimplantari e quindi l'osso di sostegno che circonda l'impianto (perimplantite). Fattori predisponenti riconosciuti per i fallimenti biologici sono alcune patologie sistemiche come l'osteoporosi, l'uso di alcuni farmaci e di trattamenti che alterano i processi di guarigione come la radioterapia, e soprattutto il fumo. Il termine talvolta colloquialmente usato di rigetto risulta in ogni caso improprio, in quanto una reazione specifica dell'organismo contro i materiali usati negli impianti non è considerata probabile.
I fallimenti biomeccanici derivano da problematiche da sovraccarico e traumatismo funzionale, che possono manifestarsi con cedimenti strutturali a livello sia degli impianti che delle strutture protesiche supportate. La connessione diretta impianto-osso legata al processo di osteointegrazione comporta un maggiore carico funzionale sia sugli elementi protesici degli impianti, sia sugli elementi antagonisti che entrano in contatto con gli elementi protesici implantari. La mancanza del legamento parodontale fisiologico implica inoltre l'assenza delle strutture propriocettive che contribuiscono a limitare i traumi, tramite alcuni opportuni meccanismi riflessi. Questo spiega la tendenza ad un aumento delle problematiche meccaniche nel tempo. Sono stati proposti alcuni sistemi per limitare queste problematiche, inserendo elementi elastici nella struttura degli impianti.
Si parla di fallimento estetico quando nei settori ad alta rilevanza estetica si hanno esposizione di parti metalliche, deiscenze ossee e gengivali con retrazione delle papille interdentali e creazione di triangoli scuri al di sotto dei punti di contatto dei denti. Per ovviare a questi problemi, è fondamentale una corretta programmazione e gestione dei tessuti duri e molli prima e dopo l'intervento di inserimento dell'impianto, che per questa finalità può prevedere anche l'uso di tecniche chirurgiche avanzate, come la rigenerazione guidata dell'osso e gli innesti gengivali.

## Rischi e complicanze

Perdita di osso (peri-implantite) su un impianto di oltre 7 anni in un forte fumatore
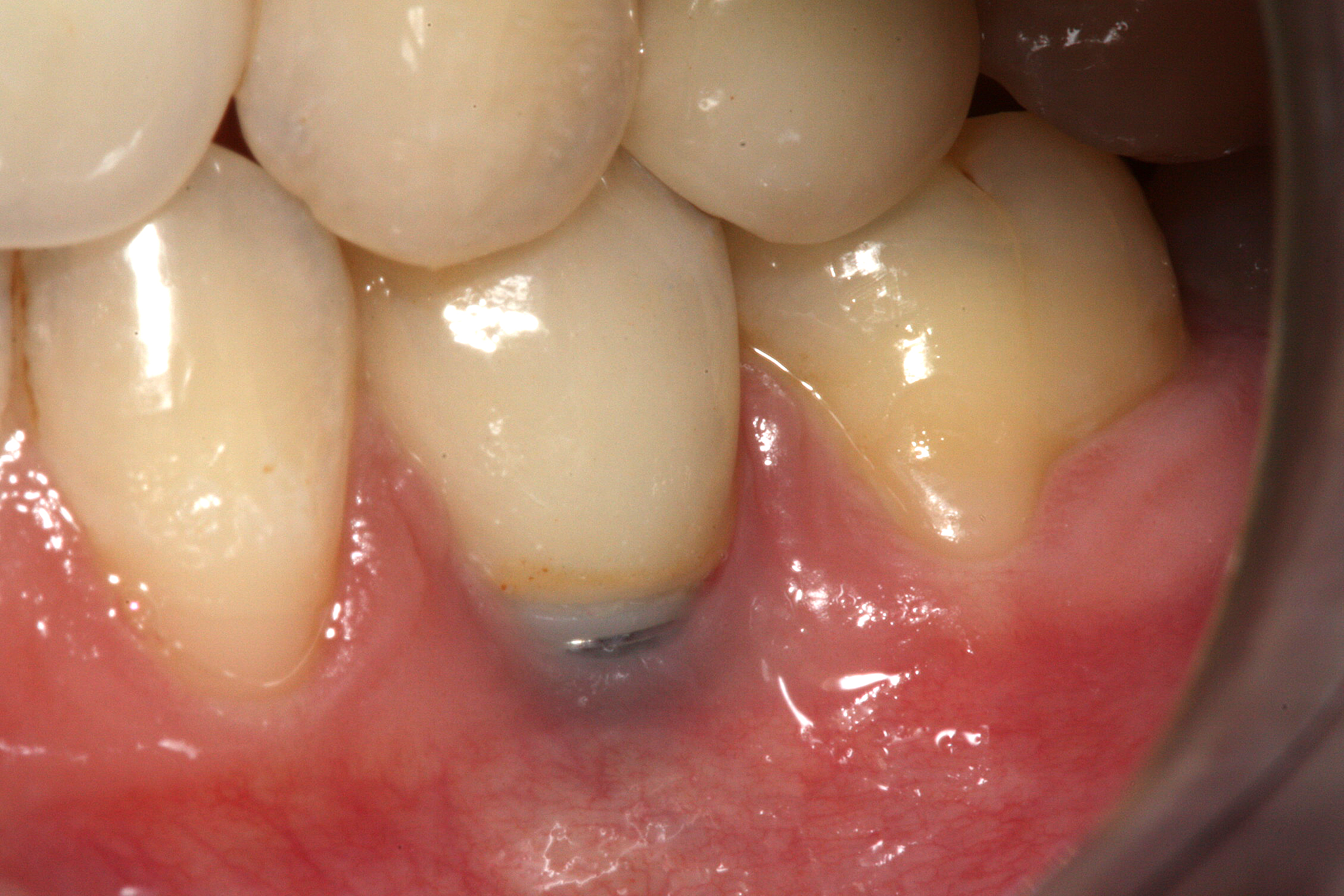
La recessione della gengiva porta all'esposizione dell'abutment metallico sotto una corona dentale.
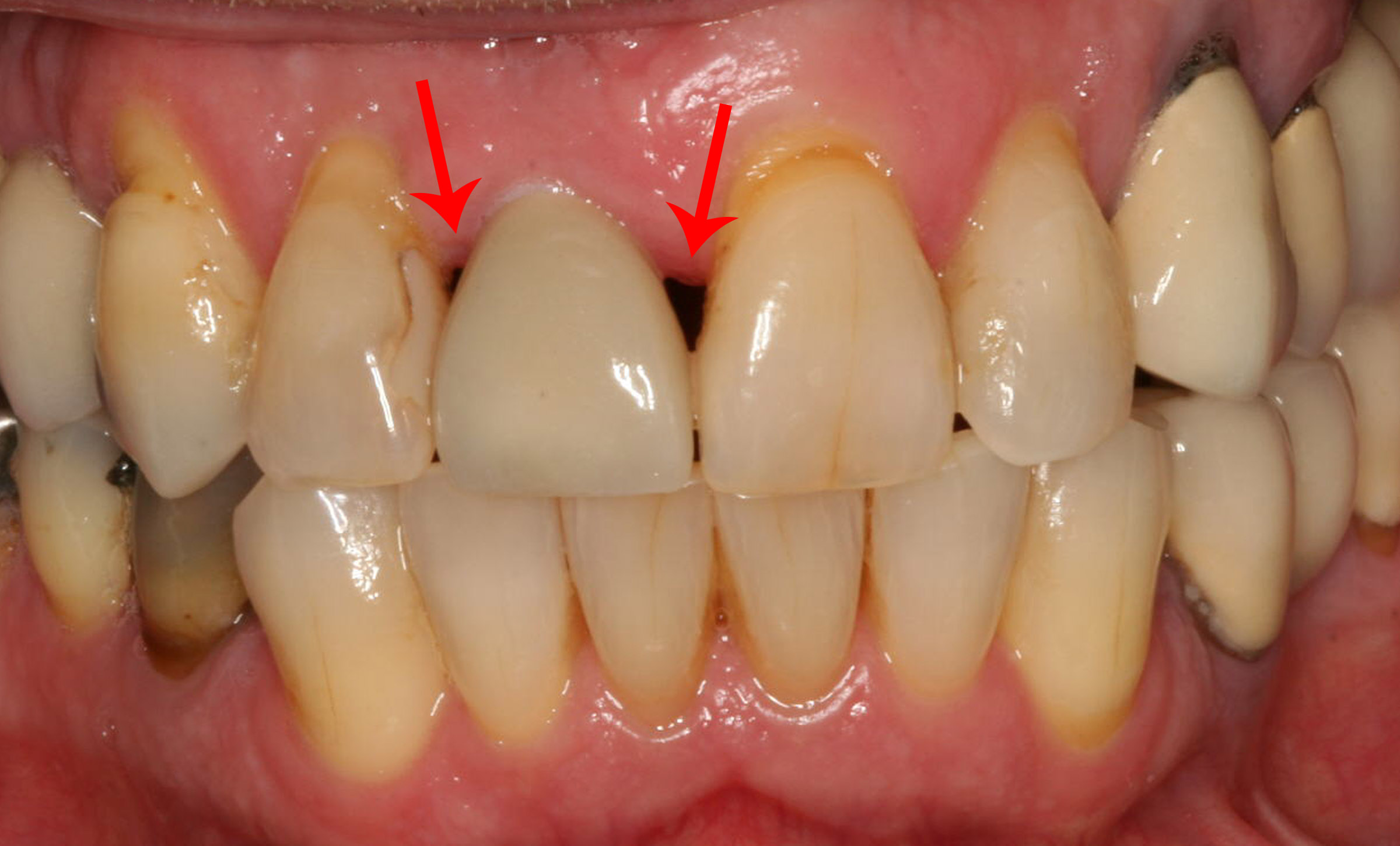
Triangoli neri causati dalla perdita di tessuto osseo tra impianti e denti naturali
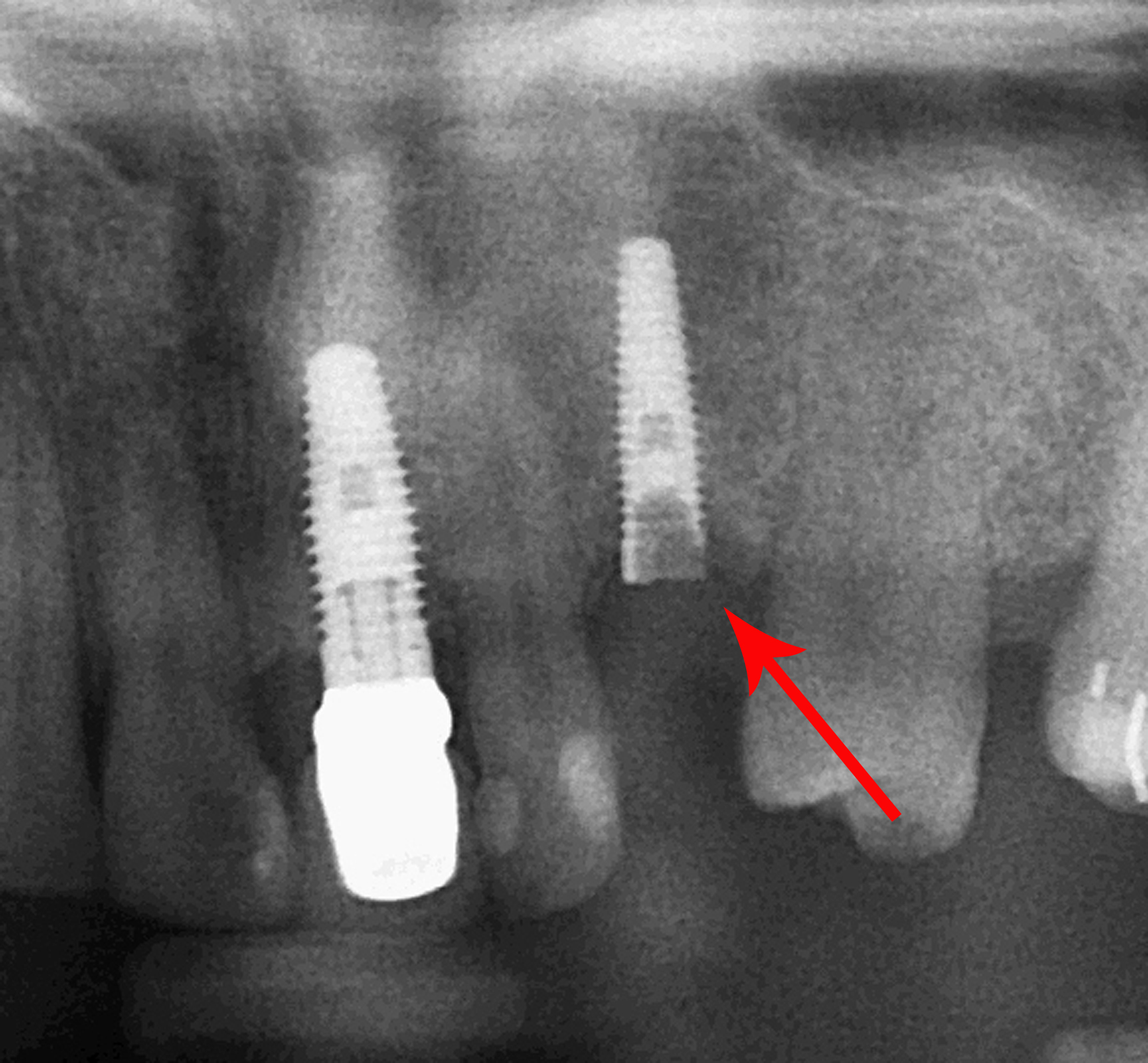
La frattura di una vite di impianto e abutment è un evento irreversibile e l'impianto non può essere recuperato.
La frattura di un abutment (totalmente in zirconia) richiede la sostituzione dell'abutment e della corona.
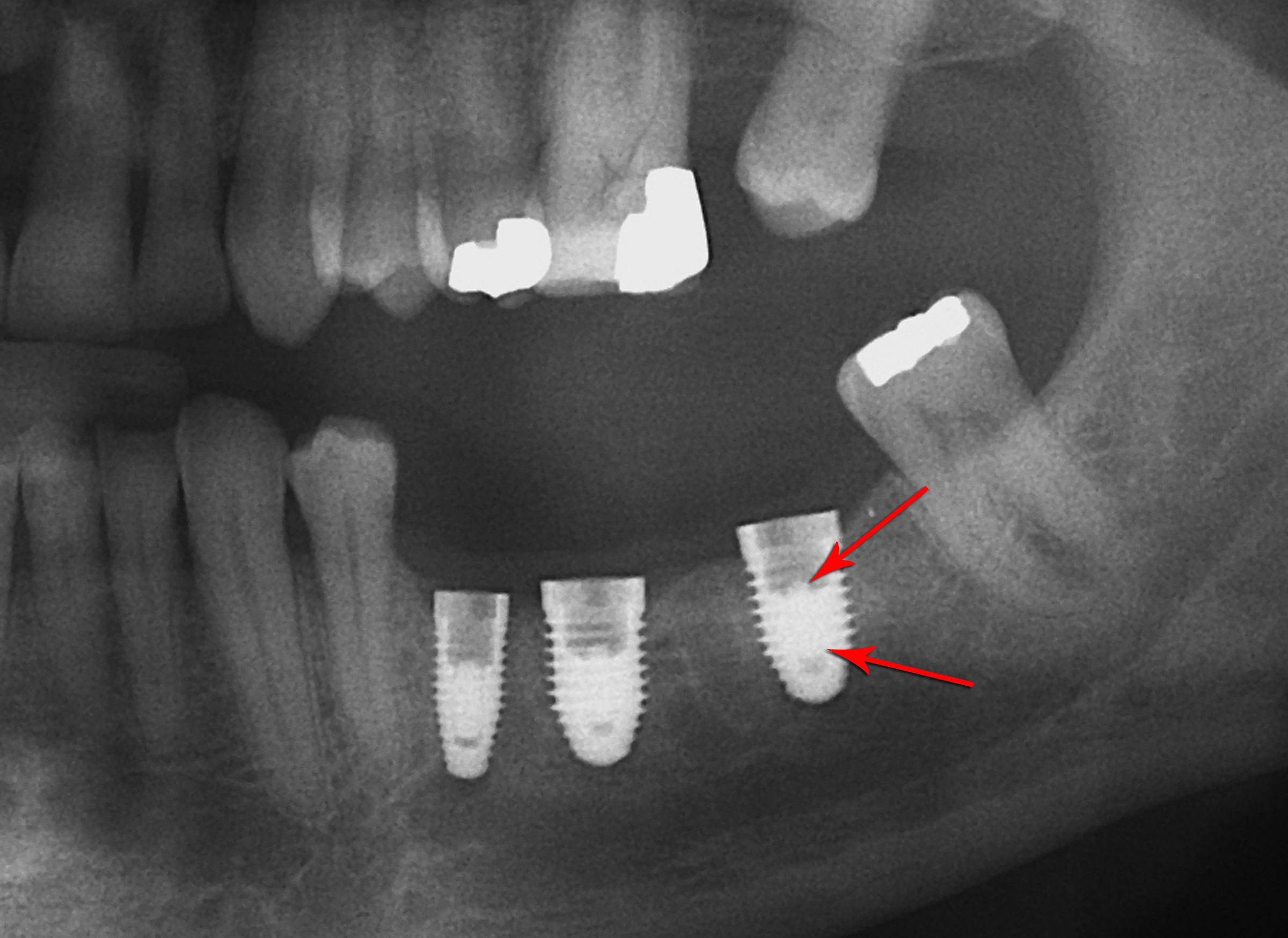
La frattura della vite dell'abutment (freccia) necessita la rimozione del resto della vite e la sostituzione.
Il cemento dentale sotto la gengiva causa peri-implantite e l'insuccesso dell'impianto.

### Durante l'intervento chirurgico
Il posizionamento di impianti dentali è una procedura chirurgica e come essa comporta i rischi legati ad essa, tra cui le infezioni, sanguinamento eccessivo e necrosi del lembo di tessuto intorno alla protesi. Strutture anatomiche vicine, come il nervo alveolare inferiore, il seno mascellare e i vasi sanguigni, possono anche essere danneggiati quando viene creata l'osteotomia o posizionato l'impianto. Anche quando il rivestimento del seno mascellare viene perforato da un impianto, una sinusite a lungo termine è rara. L'incapacità di posizionare l'impianto nell'osso per fornire la stabilità dell'impianto aumenta il rischio di mancata osteointegrazione.

### Primi sei mesi

#### Stabilità primaria dell'impianto
Per "stabilità primaria dell'impianto" ci si riferisce alla stabilità di un impianto dentale immediatamente dopo l'operazione. Il riscontro di un'alta stabilizzazione iniziale può essere un'indicazione per il carico immediato con la ricostruzione protesica.
Il valore di stabilizzazione dell'impianto primario diminuisce gradualmente con la ricosituzione del tessuto osseo intorno alla protesi nelle prime settimane dopo l'intervento, facendo crescere l'importanza della "stabilità secondaria". Il suo valore è molto diverso dalla stabilizzazione primaria, perché esso deriva dal processo continuo di osteointegrazione. Quando il processo di guarigione è completo, la stabilità meccanica iniziale viene completamente sostituito dalla "stabilità biologica". Il momento più importante per il successo l'impianto è quello alla fine della stabilizzazione primaria, in attesa che vi sia una sufficiente ricostruzione ossea per il mantenimento del sostegno a lungo termine dell'impianto. Di solito questo si verifica durante le 3-4 settimane a seguito dell'impianto. Se la stabilità primaria non è risultata sufficientemente corretta dopo l'impianto, si avrà un'eccessiva mobilità della protesi che può causare un guasto.

#### Immediati rischi post-operatori
1. Infezione (gli antibiotici assunti prima dell'operazione, riducono il rischio di fallimento dell'impianto del 33%, ma non hanno alcun impatto sul rischio di incorrere in un'infezione)[63]
2. Sanguinamento eccessivo[62]
3. Rottura flap (meno del 5%)[62]

#### Mancata integrazione
Un impianto viene testato tra le 8 e le 24 settimane, dopo l'innesto, per determinare se si è integrato. Vi è una significativa variazione nei criteri utilizzati per determinare il successo dell'impianto, i criteri più comunemente citati a livello dell'impianto sono: l'assenza di dolore, la mobilità, le infezioni, il sanguinamento gengivale o una perdita ossea peri-impianto superiore a 1,5 mm.
Il successo dell'impianto dentale è legato all'abilità dell'operatore, alla qualità e alla quantità di osso disponibile nel sito e dall'igiene orale del paziente, ma il fattore più importante è la stabilità primaria dell'impianto. Anche se vi è una significativa variazione nel tasso che gli impianti che non riescono di integrarsi (a causa di fattori di rischio individuali), i valori approssimativi sono dell'1-6%.
Nella maggior parte dei casi, tuttavia, il fallimento dell'integrazione è un evento raro, in particolare se vengono seguite le istruzioni del chirurgo maxillofacciale o del dentista in maniera precisa dal paziente. Gli impianti con carico immediato possono avere un più alto tasso di fallimento, potenzialmente a causa dell'essere caricato subito dopo un trauma o dopo l'estrazione, ma la differenza è ben all'interno varianza statistica per questo tipo di procedura, se tutto viene eseguito correttamente. Più spesso, la mancata osteointegrazione si verifica quando un paziente non è in grado di sopportare l'impianto o persevera con un comportamento che compromette una corretta igiene dentale, tra cui il fumo o l'uso di sostanze stupefacenti.

### A lungo termine
Le complicazioni a lungo termine derivanti dal ripristino di denti con impianti riguardano, direttamente, i fattori di rischio inerenti al paziente e alla tecnologia utilizzata. Vi sono i rischi associati con l'estetica, tra cui una linea alta del sorriso, scarsa qualità gengivale, mancanza di papille interdentali, difficoltà nella corrispondente forma dei denti naturali che possono avere punti difformi di contatto o forme non comuni, mancanza d'osso, atrofia o comunque assumere una forma inadatta, aspettative irrealistiche del paziente o scarsa igiene orale. I rischi possono essere correlati a fattori biomeccanici, dove la geometria degli impianti non supporta i denti nello stesso modo di quelli naturali, ad esempio quando vi sono estensioni a sbalzo o corone che sono più lunghe della radice dell'impianto (uno scarso rapporto corona-radice). Analogamente, il digrignare i denti, la mancanza di osso o impianti di ridotto diametro, sono fattori che aumentano il rischio biomeccanico. Infine vi sono i rischi legati alla tecnologia, dove gli impianti stessi possono fallire a causa di rottura o una perdita di ritenzione ai denti che sono destinati a sostenere.
Da questi rischi teorici, derivano le reali complicazioni. I fallimenti a lungo termine sono dovuti generalmente alla perdita di osso intorno al dente e/o alla perdita di gengiva a causa di perimplantite o da un guasto meccanico dell'impianto. Poiché non vi è nessuno smalto dentale su di un impianto, la carie non può verificarsi come sui denti naturali. Mentre su larga scala gli studi a lungo termine sono scarsi, diverse revisioni sistematiche stimano la sopravvivenza a lungo termine (da cinque a dieci anni) degli impianti dentali al 93%-98%  a seconda del loro uso clinico.
Inizialmente, tutte le corone di un impianto sono state attaccate ai denti con le viti, ma i progressi più recenti hanno permesso il posizionamento delle corone direttamente sui monconi grazie al cemento dentale, in modo simile alla collocazione di una corona su un dente naturale. Questo ha creato la possibilità che il cemento possa fuoriuscire da sotto la corona, durante la cementazione, e rimanere intrappolato nella gengiva creando una perimplantite (vedi foto sotto). Nonostante possa verificarsi questa complicanza, non sembrano esserci altri possibili casi di perimplantiti nelle corone cementate rispetto a quelli nelle corone avvitate. In impianti composti (impianti a due stadi), tra l'impianto e la sovrastruttura (abutment) possono esserci dei vuoti e delle cavità in cui i microrganismo possono penetrare dalla cavità orale. Successivamente questi germi ritorneranno nel tessuto adiacente e possono causare periimpiantiti. Come profilassi, questi spazi interni devono essere accuratamente sigillati.
I criteri per determinare il successo dell'impianto protesico variano da uno studio all'altro, ma possono essere classificati in problemi dovuti al dispositivo, ai tessuti molli, ai componenti protesici o a una mancanza di soddisfazione da parte del paziente. I criteri più comunemente citati per il successo si basano su un periodo di almeno cinque anni in cui vi sia assenza di dolore, di mobilità, della perdita di osso perimplantare maggiore di 1.5 mm sull'impianto, di mancanza di suppurazione o sanguinamento nei tessuti molli, della non insorgenza di complicanze tecniche/manutentive della protesi e con una funzione e un'estetica adeguata. Inoltre, il paziente dovrebbe idealmente essere privo di dolore, di parestesia, in grado di masticare ed essere contento del risultato estetico.
I tassi di complicanze variano a seconda dell'uso e del tipo di impianto protesico e sono elencati di seguito:

#### Impianti a corona singola (5 anni)
1. Sopravvivenza dell'impianto: 96,8%[70]
2. Rottura della corona: 4,5%[70]
3. Perimplantiti: 9,7%[70]
4. Frattura dell'impianto: 0,14%[70]
5. Allentamento della vite o pilastro: 12,7%[70]
6. Frattura della vite di abutment: 0,35%[70]

#### Protesi totale fissi
1. Perdita progressiva di osso verticale, ma funzionalità non persa (perimplantite): 8,5%[4]
2. Fallimento dopo il primo anno, del 5% a cinque anni e del 7% in dieci anni[4]
3. Incidenza di frattura del rivestimento:

5 anni: da 13.5% a 30,6%
10 anni: 51,9% (dal 32,3% al 75,5% con un intervallo di confidenza al 95%)
15 anni: 66,6% (dal 44,3% all'86,4% con un intervallo di confidenza al 95%)
1. Incidenza a 10 anni di frattura della struttura: 6% (dal 2,6% al 9,3% con un intervallo di confidenza al 95%)[6]
2. Incidenza a 10 anni di carenza estetica: 6,1% (dal 2,4% al 9,7% con un intervallo di confidenza al 95%)[6]
3. Allentamento della vita protesica: dal 5% in cinque anni[4] al 15% in dieci anni[6]

La complicanza più comune è la rottura o l'usura della struttura del dente, in particolare dopo dieci anni. Le protesi dentarie fisse di metallo e ceramica vantano una sopravvivenza significativamente più alta, a dieci anni, rispetto a quelle in oro-acrilico.

#### Protesi mobile (overdenture)
1. Allentamento di ritenzione protesi rimovibile: il 33%[71]
2. Dentiere che necessitano di essere sostituite o che presentano una frattura nel clip di ancoraggio: 16%-19%[71]

## Storia

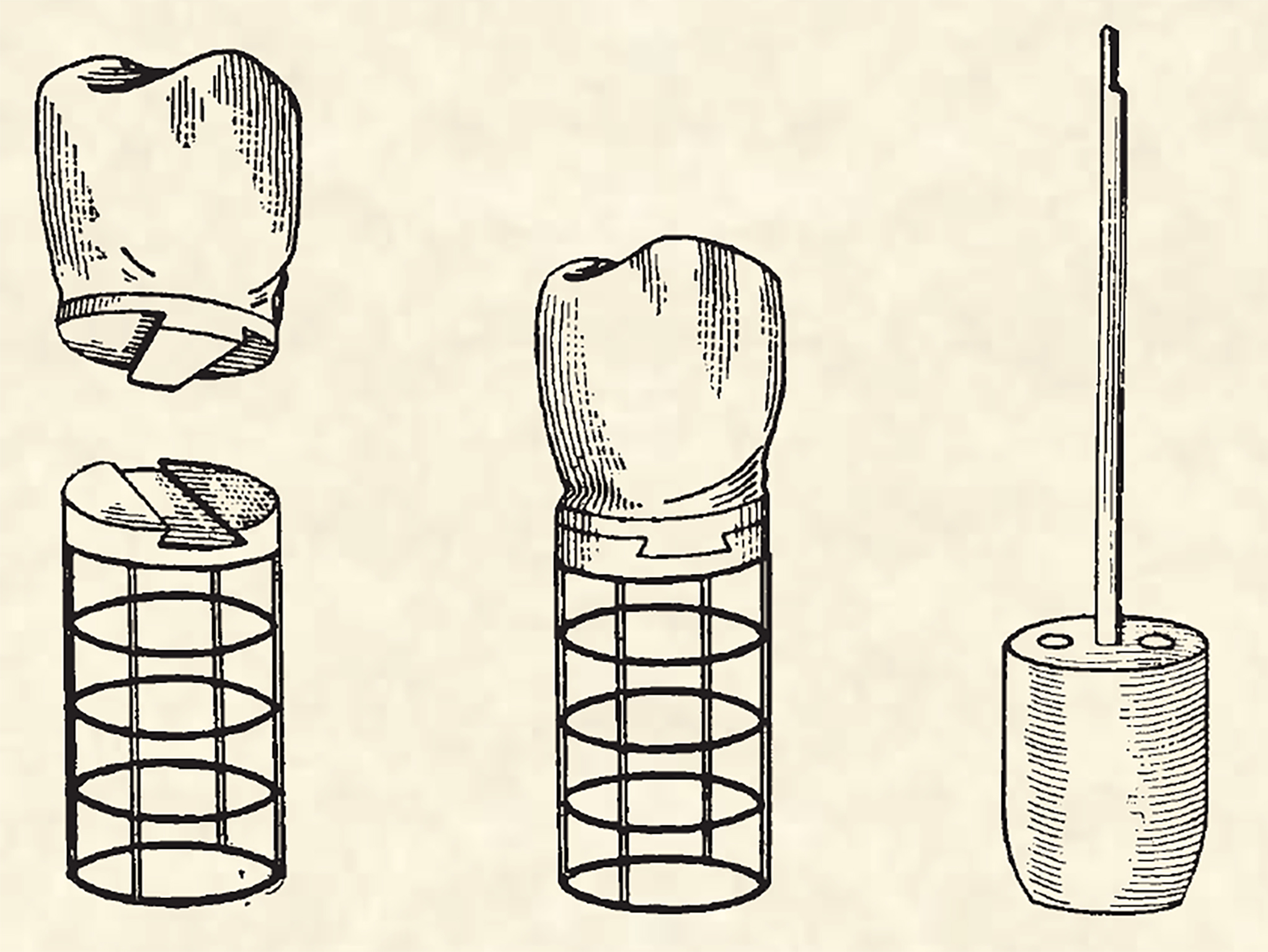
Cestino di Greenfield. Uno dei primi esempi di un impianto endosseo di successo è stato il sistema implantare di Greenfield del 1913

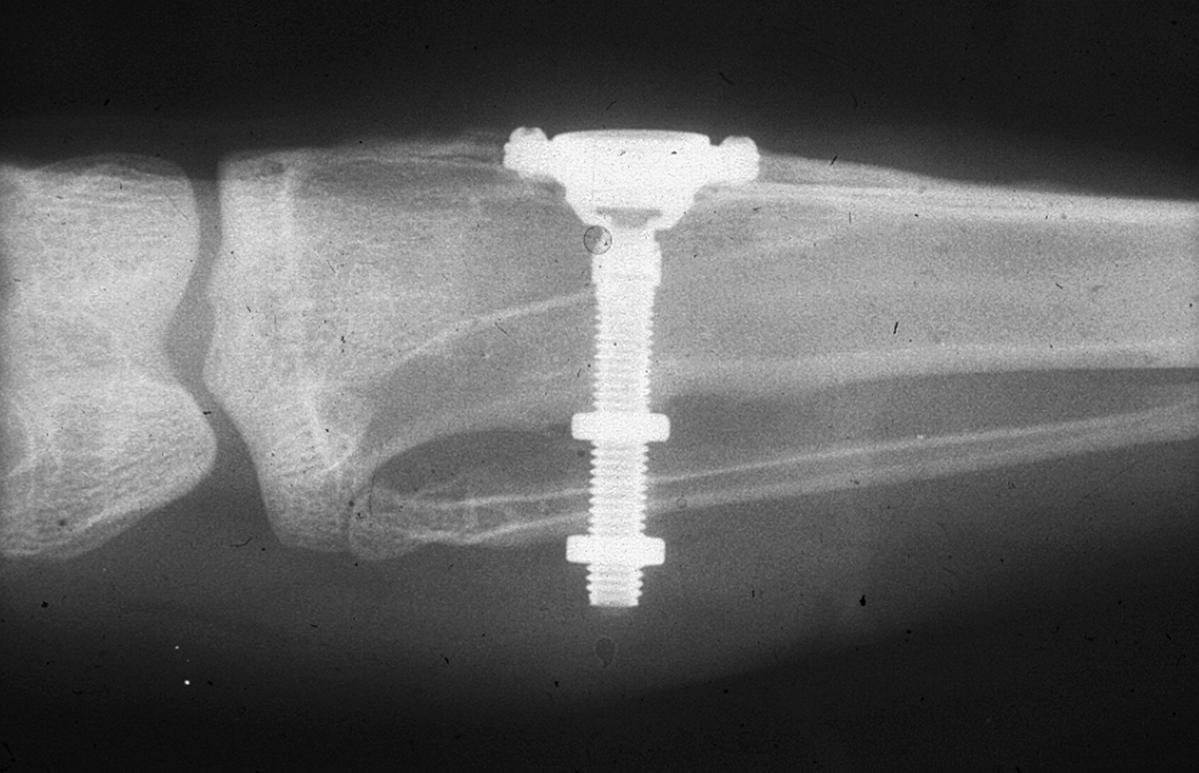
Studiando le cellule ossee in una tibia di coniglio utilizzando un inserto di titanio, Branemark non riuscì a rimuoverlo. La sua conclusione fu che il titanio si fosse integrato nell'osso e questa scoperta portò al concetto di osteointegrazione e allo sviluppo di impianti dentali moderni. L'immagine è l'originale radiografia dell'inserto di titanio nella tibia.

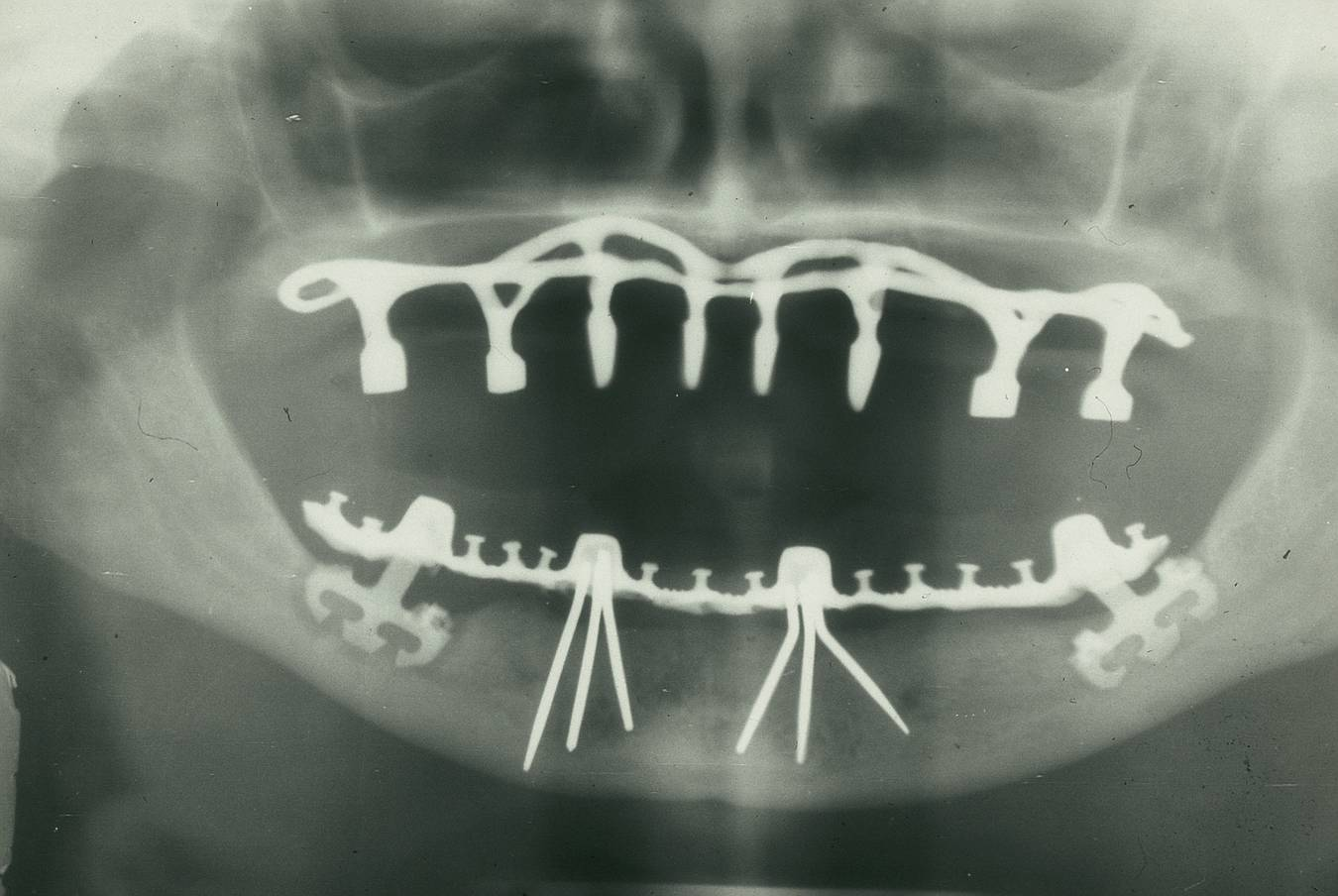
Un'ortopantomografia del 1978, mostra un impianto sottoperiosteo superiormente e due impianti a lama saldati ad un tripode ad aghi inferiormente

L'archeologia ha fornito prove che gli esseri umani hanno cercato di sostituire i propri denti mancanti con impianti di diverso tipo per migliaia di anni. Reperti risalenti alla Cina del 2.000 a.C. hanno dimostrato l'uso di pioli di bambù inseriti nell'osso al fine di sostituire i denti persi; anche nell'antico Egitto, circa nella stessa epoca, venivano plasmati pioli in metallo prezioso. Alcune mummie egizie sono state trovate con dei denti umani trapiantati e, in altri casi, con denti in avorio.
Nel 1931, Wilson Popenoe e sua moglie, in un sito nell'Honduras risalente al 600 d.C., trovarono la mandibola di una giovane donna maya, con tre incisivi mancanti sostituiti da pezzi di conchiglia, sagomati per assomigliare a denti. La crescita ossea attorno a due degli impianti e la presenza di una formazione di tartaro, indica che essi erano funzionali oltre ad estetici. Questo ritrovamento è attualmente parte della collezione osteologica del Museo Peabody di archeologia ed etnologia presso l'Università di Harvard.
La prima metà del XX secolo ha visto la realizzazione di un certo numero di impianti in vasta varietà di materiali. Uno dei primi sistemi di successo è stato il sistema implantare di Greenfield del 1913. Esso è costituito da un impianto in platino-iridio a cui è ancorata una corona d'oro, e mostrò capacità di osteointegrazione e di durare un certo numero di anni. Nel 1940 vi fu il primo tentativo dell'uso del titanio come materiale impiantabile, grazie al lavoro di Bothe, Beaton e Davenport, che osservarono come il tessuto osseo fosse cresciuto intorno alle viti realizzate con questo materiale e la difficoltà presentava la loro estrazione. Essi furono i primi ricercatori a descrivere quella che poi sarà chiamata "osteointegrazione" (un termine che sarebbe stato utilizzato più tardi da Per-Ingvar Brånemark). Nel 1951, Gottlieb Leventhal impiantò aste in titanio nei conigli e i risultati positivi di questi esperimenti lo portarono a ritenere che questo metallo fosse ideale per l'intervento chirurgico.
Negli anni 1950 furono condotti, presso l'Università di Cambridge in Inghilterra, degli studi sul flusso di sangue negli organismi viventi. Questi lavori portarono ad ideare un metodo di costruzione di una cavità di titanio che poi potesse essere incorporata nel tessuto molle delle orecchie di un coniglio. Nel 1952 il chirurgo ortopedico svedese Per-Ingvar Brånemark, si interessò allo studio della guarigione ossea e della sua rigenerazione. Durante il tempo dedicato alla ricerca presso l'Università di Lund, adottò il progetto realizzato a Cambridge per l'uso nel femore di un coniglio. A seguito dello studio, egli tentò di recuperare questi impianti in titanio scoprendo che non era in grado di rimuoverli. Brånemark osservò che l'osso aveva effettivamente aderito al metallo. Leonard Linkow, nel 1950, fu uno dei primi a tentare di inserire impianti in titanio, e in altri metalli, nelle ossa della mascella; denti artificiali venivano poi collegati ai monconi di metallo. Nel 1965 Brånemark pose il suo primo impianto dentale in titanio in un volontario umano. Egli definì l'adesione clinicamente osservata dell'osso al titanio come "osteointegrazione".

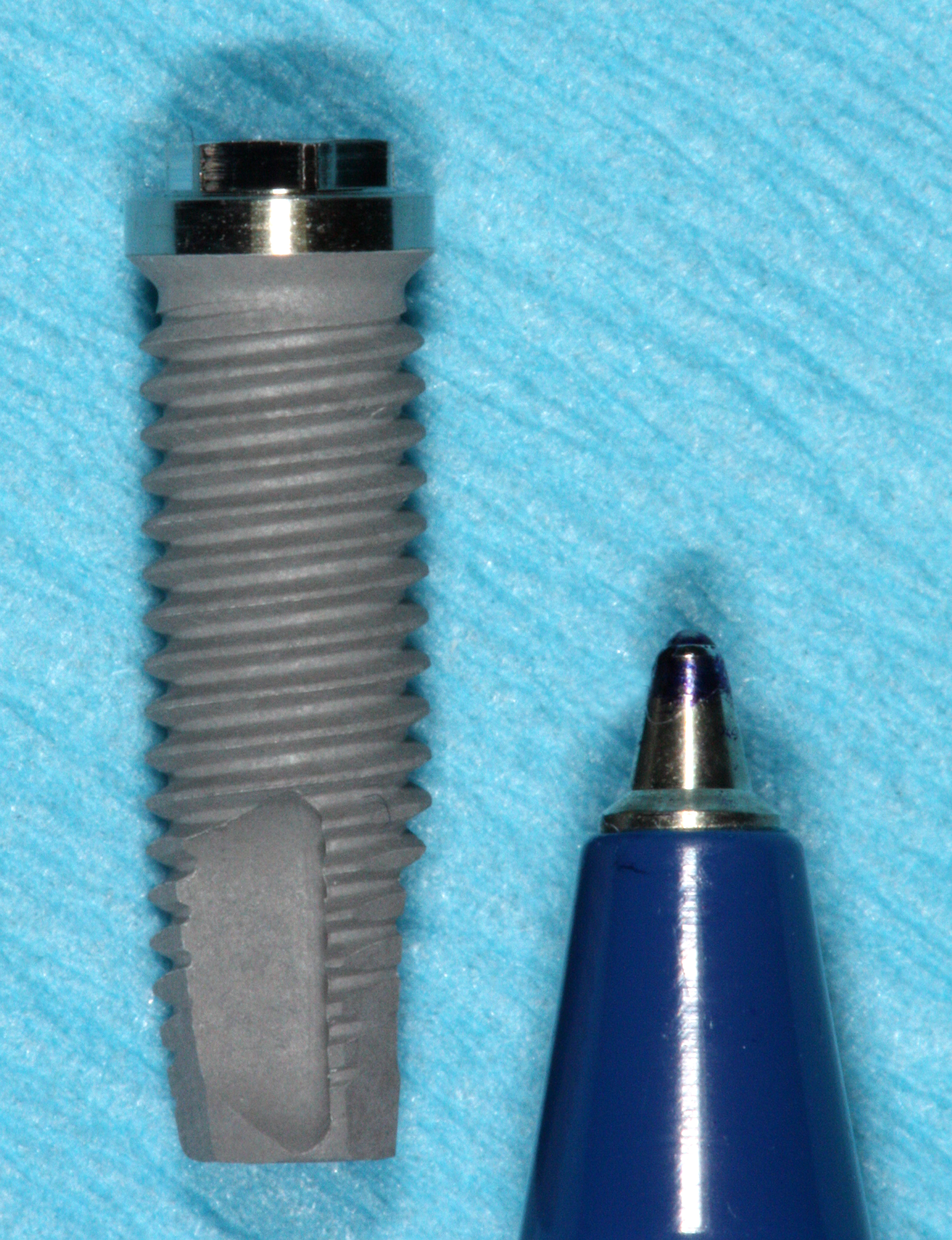
Un impianto standard a forma di radice di 13 mm, con accanto una penna per confrontare le dimensioni
Un impianto zigomatico è più lungo degli impianti standard e viene utilizzato nelle persone prive di un adeguato spessore di osso mascellare.
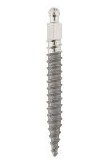
Un impianto di piccolo diametro è realizzato in un unico pezzo (senza abutment), richiedendo, pertanto, meno osso.
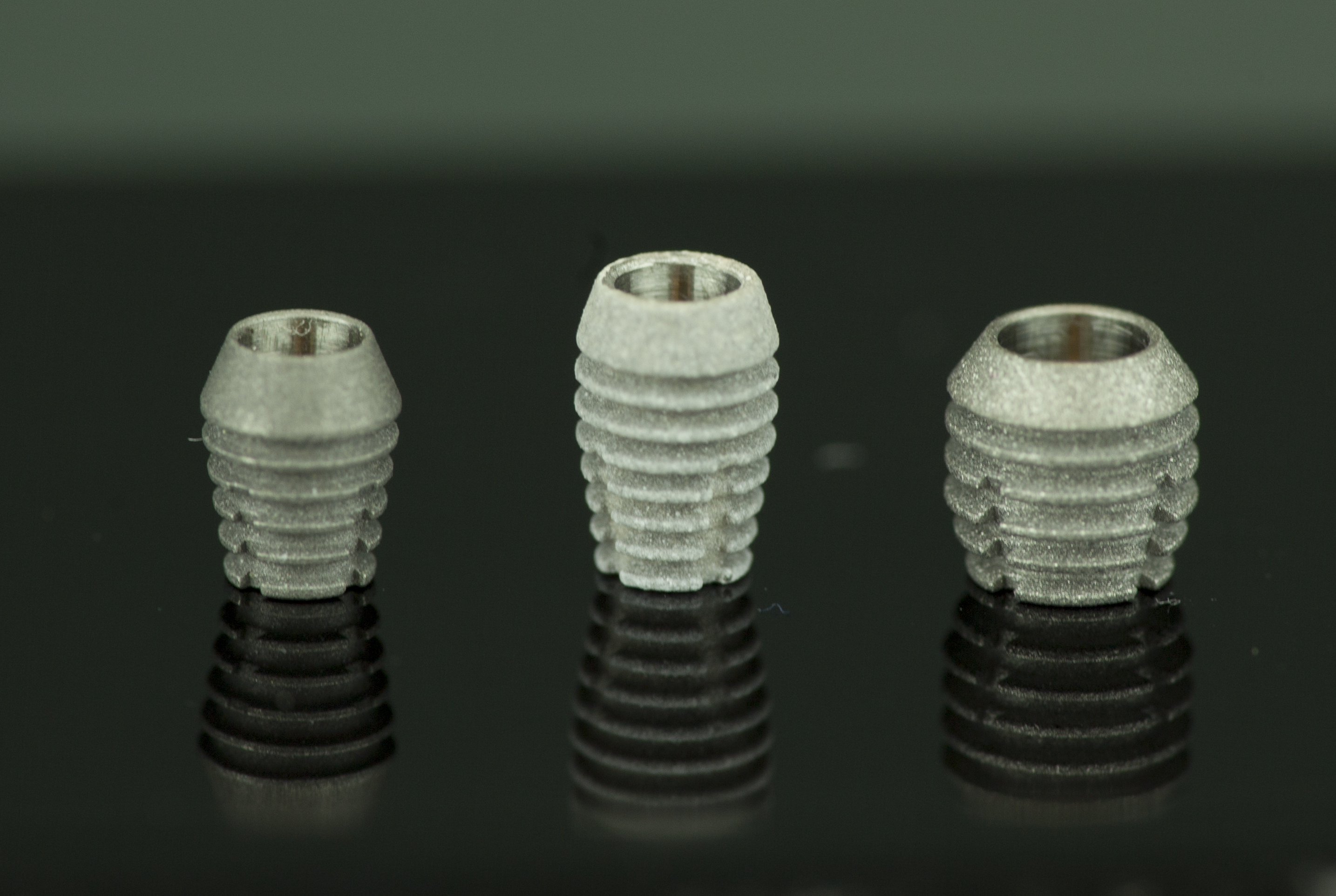
Un Plateau Root Form (PRF) o impianti dentali "alettato", utilizzati in situazioni che altrimenti richiederebbero un innalzamento del seno o un innesto osseo.
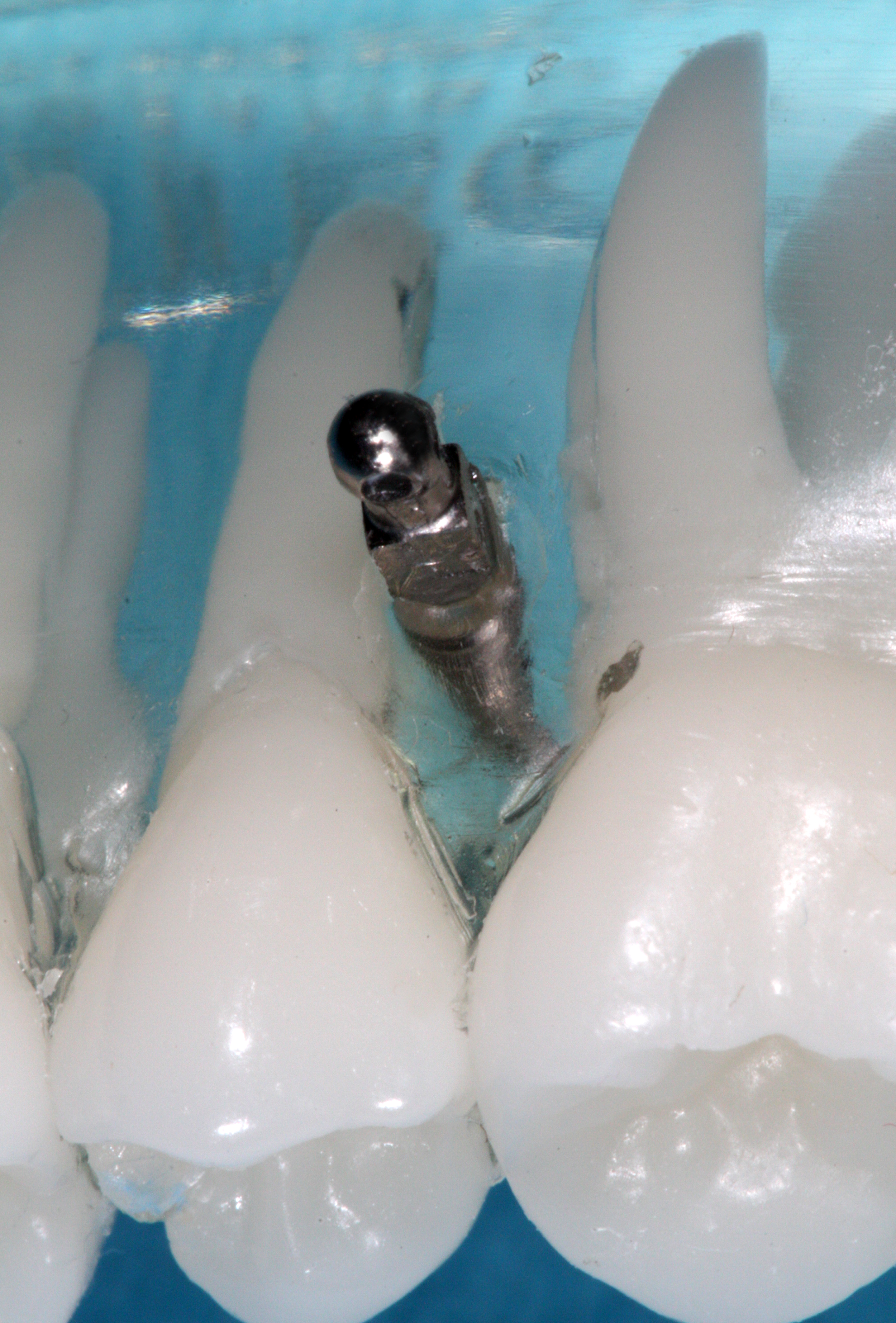
Un impianto ortodontico è posto, come punto di ancoraggio, accanto ai denti su cui deve agire.

Da allora gli impianti si sono evoluti in tre tipi fondamentali:
1. Impianti a forma di radice; è il tipo più comune di impianto indicato per tutti gli usi. Vi sono circa 18 varianti, tutte realizzate in titanio, ma con diverse forme e strutture di superficie. Vi sono prove limitate a dimostrazione che gli impianti con superfici relativamente lisce siano meno inclini a sviluppare perimplantite rispetto agli impianti con superfici più ruvide e nessuna prova che dimostri che un particolare tipo di impianto dentale possa vantare un successo superiore a lungo termine.[81]

1. Impianti zigomatici; un lungo impianto che arriva ad ancorarsi allo zigomo passando attraverso il seno mascellare, al fine di mantenere una protesi totale superiore quando l'osso è assente. Mentre gli impianti zigomatici offrono un nuovo approccio ai casi di grave perdita ossea nella mascella superiore, non è stato dimostrato che possano essere vantaggiosi funzionalmente rispetto all'innesto osseo, sebbene possa offrire un'opzione meno invasiva, a seconda delle dimensioni della ricostruzione necessaria.[82]

1. Gli impianti di piccolo diametro sono impianti costituiti da un unico pezzo di piccolo diametro (impianto e sovrastruttura), che a volte vengono utilizzati per la ritenzione di protesi o per l'ancoraggio ortodontico.[13]